# وليم كونجريف
وليم كونجريف (بالإنجليزية: William Congreve)‏، كاتب مسرحي، كتب مسرحيات كوميدية كثيرة، وأحسن مسرحياته الخمس مسرحية الحب من أجل الحب (1695)؛ طريق العالم (1700). وتحتويان على أفكار حية وذكية أكثر من احتوائهما على شخصيات بارزة أو مواقف فكاهية. كما تتميزان بأسلوب نثري برَّاق، ونظرة واقعية متحضرة للحياة. وتقدم مسرحية طريق العالم صورة ساخرة للمجتمع الراقي المثقف الدنيوي. وتسخر المسرحية من المنافقين، والأجلاف، ومدعي الذكاء والظُرف، والأغبياء وعجائز النساء المدلّلات. كانت أشهر مسرحيات كونجريف أثناء حياته عروس في ثوب الحداد (1697). وهي روايته المأساوية الوحيدة. وتحتوي على المقولة الشهيرة «الموسيقى لها سحرها في تهدئة الصدور».
ولد كونجريف في يوركشاير بإنجلترا، ونشأ في أيرلندا. ودخل مدرسة الحقوق في لندن في سنة 1691، ولكنه فضل الكتابة وحياة الفراغ في المدينة. ولم يكتب كثيرًا بعد عام 1700.

## روابط خارجية
- وليم كونجريف على موقع IMDb (الإنجليزية)
- وليم كونجريف على موقع الموسوعة البريطانية (الإنجليزية)
- وليم كونجريف على موقع ميوزك برينز (الإنجليزية)
- وليم كونجريف على موقع قاعدة بيانات برودواي على الإنترنت (الإنجليزية)
- وليم كونجريف على موقع إن إن دي بي (الإنجليزية)
- وليم كونجريف على موقع ديسكوغز (الإنجليزية)